# Eubie Blake
James Hubert 'Eubie' Blake (Baltimore (Maryland), 7 februari 1887 – New York, 12 februari 1983) was een Amerikaanse jazzpianist en -componist met een blijvende invloed op de ontwikkeling van ragtime en vroege jazz.

## Biografie
Zijn ouders, Emily 'Emma' Johnstone (1861-1927) en John Sumner Blake (1838-1917) waren bevrijde slaven. Hij had zeven broers en zussen, die allemaal als kind stierven. Zijn vader John Blake werkte als havenarbeider en ladingdrager. Blake's muzikale opleiding begon toen hij vier of vijf jaar oud was. Toen hij met zijn moeder aan het winkelen was, klom hij op de bank van een orgel in een muziekwinkel en begon te spelen op het toetsenbord. Toen zijn moeder hem vond, zei de winkelier tegen haar: Het kind is een genie! Het zou misdadig zijn om te voorkomen dat hij zo'n goddelijk talent ontwikkelt. De Blakes kochten een harmonium voor $ 75 en betaalden 25 cent per week. Toen hij zeven jaar oud was, kreeg hij orgellessen van Margaret Marshall, een buurdochter en organiste in de Methodistenkerk. Op 15-jarige leeftijd speelde hij piano in een bordeel zonder medeweten van zijn ouders. In juli 1910 trouwde Blake met Avis Elizabeth Cecelia Lee (1881-1938). Het huwelijksaanzoek deed hij haar in een huurauto met chauffeur. Blake en Lee kenden elkaar sinds ongeveer 1895 van de lagere school in Baltimore. Na de bruiloft verhuisde het paar naar Atlantic City (New Jersey), waar Blake werkte in de Boathouse Nightclub. Avis Blake werd in 1938 gediagnosticeerd met tuberculose en stierf hetzelfde jaar op 58-jarige leeftijd.
Blake's eerste ragtime-composities werden gepubliceerd door J.W. Stern en hij werd opgeleid volgens het Schillinger-systeem (zie ook: Joseph Schillinger). Na het winnen van een groot pianistenconcours werd hij landelijk bekend en ontmoette hij vele belangrijke muzikanten van zijn tijd. De eerste was de zanger Noble Sissle in 1915, met wie hij het Dixie Duo vormde en composities maakte zoals I'm Just Wild about Harry, waarvan hij naast een ragtime-versie ook een walsversie maakte. Hij verhuisde naar New York met Sissle en werkte met veel artiesten. Tijdens de jaren 1920 waren zijn composities zo succesvol dat ze werden verspreid door drie reizende ensembles in de Verenigde Staten. In 1921 behaalde hij zijn enige succes in de hitparaden (nummer 8) met zijn song Bandana Days, gecomponeerd met Noble Sissle voor hun muzikale revue Shuffle Along uit 1921, een nostalgisch lied over de halsdoekdragende landelijke vooroudergeneratie. 
In 1923 werden geluidsfilmopnames gemaakt (Noble Sissle en Eubie Blake Sing Snappy Songs). In 1924 volgde de met Sissle ontwikkelde muziekshow Chocolate Dandies en een tournee door Engeland in 1926 en in 1927 trad hij op met zijn eigen orkest in Parijs, waar hij een tijdje verbleef. In 1932 nam hij filmmuziek op voor Harlem is Heaven met zijn orkest, een dansfilm met Bill 'Bojangles' Robinson. Daarna volgden nieuwe versies van Shuffle Along en zijn inzet als muzikaal leider van USO-shows tijdens de Tweede Wereldoorlog, evenals het gebruik van I'm Just Wild About Harry als een verkiezingslied voor Harry S. Truman. Soms was hij actief als kerkmusicus. Vanaf 1948 verscheen hij opnieuw in een duo met Sissle. In 1959 nam hij het album The Wizard Of The Ragtime Piano op. In 1965 werd hij geëerd door organisaties zoals de ASCAP voor 50 jaar muzikaal entertainment.
In 1969 maakte hij een indrukwekkende comeback en bracht hij drie nieuwe platen uit, geproduceerd door John Hammond, voordat hij zijn eigen platenmaatschappij oprichtte in 1972. In 1973 trad hij op tijdens het Newport Jazz Festival, de Berliner Jazztage en andere belangrijke Europese jazzfestivals. 
In 1974 trad hij samen op met Benny Goodman in de Carnegie Hall. Op zijn - veronderstelde - 95e verjaardag werd hij geëerd met landelijk uitgezonden televisieshows. Bij de evenementen voor zijn - opnieuw veronderstelde - 100e verjaardag, was hij al zo ernstig ziek dat hij de onderscheidingen op het scherm in het ziekenhuis moest volgen. In het belangrijkste evenement A Keyboard Event, gedocumenteerd door CBS Records op plaat, verscheen Blake in 1981 in Los Angeles met jongere collega's zoals Herbie Hancock en George Duke.

### Geboortejaar/leeftijd
In latere jaren specificeerde Blake zijn geboortejaar als 1883. Als gevolg hiervan vierde hij zijn 100e verjaardag in 1983. De meeste bronnen, waaronder eerdere edities van de Encyclopædia Britannica, vermelden zijn geboortejaar ten onrechte als 1883. Officiële documenten laten echter 7 februari 1887 zien als zijn verjaardag. Dit omvat de telling van 1900, zijn registratie voor de Eerste Wereldoorlog in 1917, zijn paspoortaanvraag in 1920 en de toepassing voor sociale zekerheid van 1936. De Australische advocaat, pianist en jazzhistoricus Peter Hanley schrijft: Maar uiteindelijk doet het feit dat hij pas 96 was in plaats van 100 niets af aan zijn buitengewone succes. Hij zal altijd een van de beste populaire componisten en toneelschrijvers van zijn tijd blijven. Blake zelf becommentarieerde zijn leeftijd als volgt: Als ik had geweten dat ik zo oud zou worden, had ik beter voor mezelf gezorgd.

## Muziek
Eubie Blake beweerde dat de melodie van de Charleston Rag van hem was. Het kwam bij hem op in 1899 - op 12-jarige leeftijd. Hij zette deze rag echter pas in 1915 op papier, toen hij noten had leren schrijven. Samen met zijn oude muzikale partner, de zanger Noble Sissle, schreef hij de Broadway musical Shuffle Along in 1921. Het was de eerste Broadway-musical die werd geschreven en geregisseerd door Afro-Amerikanen. De zangeres en danseres Josephine Baker had de hoofdrol. De compositie van Blake's Memories of You is al lang een van de jazzstandards in het swingtijdperk. De revue Eubie! kwam uit op Broadway in 1979 met een aantal van zijn beroemdste nummers (de première aan de westkust volgde in 1980). 
Zijn stijl werd uitgesproken met decimale akkoorden, wat ook tot uiting kwam in zijn composities. Hij had uitzonderlijk grote handen en was in staat om intervallen te bereiken tot een duodecime. Zijn klassieke ragtime composities voor piano, die op deze manier moeilijk te bespelen zijn, behoren tot de mooiste rags, o.a. Eubie’s Classical Rag.
Eubie Blake was op hoge leeftijd een belangrijke en geestige getuige van de ontwikkelingen in de jazz aan het begin van de 20e eeuw. Toen hem werd gevraagd naar zijn mening over welke van de vele jazzstijlen hij het leukst vond, grijnsde en antwoordde hij: It's all ragtime. Blake was in staat om een klassieke compositie (bijv. van Bach of Beethoven) normaal te spelen, vervolgens onmerkbaar te synchroniseren en over te dragen naar het ritme van ragtime. Hij bleef piano en opnamen spelen tot kort voor de dag dat iedereen dacht dat hij zijn 100ste verjaardag was.

## Overlijden
Eubie Blake overleed in februari 1983 op 96-jarige leeftijd.

## Composities
- Bandana Days
- Charleston Rag
- Love Will Find A Way
- Memories of You (samen met Andy Razaf)
- I'm Just Wild about Harry

## Onderscheidingen
In 1980 verleende de Fisk University hem een eredoctoraat. Blake ontving in 1981 de Presidential Medal of Freedom. Blake werd in 1995 postuum geëerd met een postzegel van de United States Postal Service. De James Hubert Blake High School in Silver Spring, Maryland, werd in 1998 naar hem genoemd. Hij werd ingewijd in de American Theatre Hall of Fame. Eubie Blake was lid van de Masonic League, zijn Lodge Medina Lodge No. 19 is opgericht onder de Prince Hall Grand Lodge.
- Bibsys: 90599422
- Biblioteca Nacional de España: XX1477965
- Bibliothèque nationale de France: cb12405762t (data)
- Gemeinsame Normdatei: 123161134
- International Standard Name Identifier: 0000 0001 1828 0520
- Library of Congress Control Number: n80158665
- Nationale Bibliotheek van Letland: 000069578
- MusicBrainz: bdbed61b-6a7e-41b2-b9ba-2c42c65128a9
- National Archives and Records Administration: 10569414
- Bibliotheek van het Japanse parlement: 001152796
- Nationale Bibliotheek van Tsjechië: ola2002159377
- Nationale bibliotheek van Australië: 35982144
- Nationale Bibliotheek van Israël: 987007258603405171
- Nederlandse Thesaurus van Auteursnamen: 096473355
- Istituto Centrale per il Catalogo Unico: DDSV008158
- SNAC: w6z42rfk
- Système universitaire de documentation: 197776337
- Trove: 1172562
- Virtual International Authority File: 120709571
- WorldCat: E39PBJfGVdCpCBHkwt9JBPvGpP